# Даниел Поповић
Милан Поповић, (Титоград, 29. октобар 1955) познатији под уметничким именом Даниел, југословенски је и хрватско-црногорски певач поп рок музике, гитариста, композитор, аранжер и текстописац.

## Биографија
Рођен и одрастао у Подгорици (тадашњем Титограду), од оца Црногорца, доктора Филипа Поповића и мајке Белгијанке која је била професионални пијаниста. На музичкој сцени бивше Југославије појављује се под својим правим именом 1972. на фестивалу Титоградско прољеће где је са властитом композицијом Плачи освојио прво место за интерпретацију и прво место жирија за композицију. Након тога је наступао и на фестивалима у Јајцу и Маглају, да би већу пажњу домаће музичке јавности скренуо на себе учешћем на Југовизији 1975. у Опатији где је извео песму Дјечак као да вијек има Михајла Асића. Годину дана касније учествује на истом фестивалу са групом Ентузијасти, са композицијом Которске улице Тончија Петровића.
Године 1977. пресељава се у Загреб где започиње са интензивнијим радом на музичкој каријери, а почетком 1980-их наступа са локалном групом Грешници на Загребачком велесајму. Први албум под насловом Наиван објавио је у Загребу 1982, а већ следеће године враћа се на Југовизију где се такмичи са композицијом Џули коју је компоновао заједно са Маријом Михаљевићем и Рајком Симуновићем. Данијел је као представник тадашње ТВ Титоград изненађујуће победио на тој Југовизији која је одржана у Новом Саду, оставивши иза себе у то време најпознатију југословенску музичку звезду Лепу Брену. Као представник Југославије на Песми Евровизије 1983. у Минхену Данијел је освојио 4. место, изједначивши тако најбољи резултат те земље на том такмичењу још од Лоле Новаковић и Луксембурга 1962. године. У Минхену је Данијел наступио заједно са сестрама Баруџија, Изолдом и Елеонором које су певале пратеће вокале, а које су се уједно појавиле и на званичном видео споту. Енглеска верзија песме под насловом Julie се у неколико европских земаља налазила на врху топ листа, а сама песма је у LP формату продата у рекордних више од 800.000 примерака. Поводом 40. годишњице, Croatia Records објављује албум Био сам наиван на плочи.
Иако је у наредном периоду објавио неколико албума, у музичком смислу није остварио неки запаженији успех, а једини запаженији успех остварила је његова песма Дај обуци левисице са којом је наступио на Југовизији 1991. и освојио друго место, са свега два поена мање од победничке песме Бразил Беби Дол. У наредном периоду Данијел је потпуно „нестао” са музичке сцене на коју се вратио тек 2001. као учесник фестивала Сунчане скале у Херцег Новом. Године 2005. из Загреба се преселио у Подгорицу.
Појавио се и у филму Хајде да се волимо 2 Станка Црнобрње из 1989. године.

## Студијски албуми
- Био сам наиван (1982)
- Даниел (1983)
- Сузе и смијех (1984)
- (1985)
- Тина и Марина (1985)
- Душу је моју узела (1986)
- Сломљено срце (1987)
- Што сам ти срећо крив (1989)
- Ма дај обуци левисице (1991)
- Као да не постојим (1993)
- (1994)
- Ватра љубави  (1999)
- (2003)
- Фантазија (2014)

## Фестивали
- Плачи, победничка песма и награда за интерпретацију

Опатија:
- Дјечак као да вијек нема, '75
- Которским улицама (са групом Ентузијасти), '76
- Ако осјетиш море у прољеће, '93

Југословенски избор за Евросонг:
- Џули, победничка песма, Нови Сад '83 / Евросонг, четврто место, '83
- Ма, Ма, Марија, Скопље '84, четврто место
- Peggy Sue, Приштина '86, једанаесто место
- Опрости ми (дует са Аном Сасо), Београд '87, дванаесто место
- Ма дај обуци левисице, Сарајево '91, друго место

Сплит:
- Карамел, '84
- Варај све, тко те варао, '86

Загреб:
- Моја бивша љубави, '89
- Опасна си као дрога, '90
- Знам да ти си та, '94
- Не питај ме за њу, '99

Златна палма, Дубровник:
- Нека ти небо, драга, опрости све, '89

МЕСАМ:
- Ја сам лош, '90

Макфест, Штип:
- Една игра, јас и ти, '90

Арена, Пула
- Знам да си ти та, '94

Сунчане скале, Херцег Нови:
- Sherry, 2001

Етнофест, Неум:
- Јагода, 2011

CMC festival:
- Фантазија, 2013
- Тијесан капут, 2023
- Кано кастиган, 2025
- Одлазим (дует са Себастијаном Поповићем), 2025

Бисер Јадрана:
- Утопија, 2024